# 马埃廷加
马埃廷加是巴西巴伊亚州的一个市镇。总面积368.39平方公里，总人口16083人，人口密度43.7人/平方公里。